# 60-та моторизована дивізія (Третій Рейх)
60-та моторизована дивізія (моторизована) (нім. 60. Infanterie-Division (mot)) — моторизована дивізія Вермахту за часів Другої світової війни. Розгромлена в Сталінградській битві. У червні 1943 дивізія була переформована на панцергренадерську дивізію «Фельдхернхалле».

## Історія
60-та моторизована дивізія створена 15 серпня 1940 шляхом переформування 60-ї піхотної дивізії.

## Райони бойових дій
- Франція (серпень — листопад 1940);
- Генеральна губернія (листопад 1940 — січень 1941);
- Румунія (січень — квітень 1941);
- Югославія (квітень — липень 1941);
- СРСР (південний напрямок) (липень 1941 — жовтень 1942);
- СРСР (південний напрямок) (Сталінград) (жовтень 1942 — лютий 1943).

## Командування

### Командири
- генерал-лейтенант Фрідріх-Георг Ебергардт (нім. Friedrich-Georg Eberhardt) (15 серпня 1940 — 15 травня 1942);
- генерал-лейтенант Отто Колерманн (нім. Otto Kohlermann) (15 травня — листопад 1942);
- генерал-майор Ганс-Адольф фон Аренсторфф (нім. Hans-Adolf von Arenstorff) (листопад 1942 — лютий 1943).

## Нагороджені дивізії
Нагороджені дивізії
|  | Кавалери Золотого Німецького Хреста                                                                        | 37                                       |
|  | Кавалери Лицарського хреста Залізного хреста з Дубовим листям                                              | 1 (№ 179 майор Карл Вілліг — 18.01.1943) |
|  | Кавалери Лицарського хреста Залізного хреста                                                               | 13                                       |
|  | Кавалери Почесної відзнаки Сухопутних військ «Почесна застібка на орденську стрічку для Сухопутних військ» | 11                                       |
|  | Кавалери ордену Михая Хороброго ІІІ ступеня (Румунія)                                                      | 1                                        |

- Нагороджені Сертифікатом Пошани Головнокомандувача Сухопутних військ (8)